# 혼시비산선
혼시비산선(일본어: 本四備讃線)은 서일본 여객철도와 시코쿠 여객철도의 철도 노선 가운데 하나이다. 일본 오카야마현 구라시키시에 위치한 자야마치역과 가가와현 아야우타군 우타즈정에 위치한 우타즈역을 잇는다. 혼슈와 시코쿠를 잇는 철도 노선인 세토 대교선의 일부이다.
자야마치 ~ 고지마 구간은 서일본 여객철도가, 고지마 ~ 우타즈 구간은 시코쿠 여객철도가 운영한다. 고지마 ~ 우타즈 구간은 세토 대교를 지난다.
'혼시비산(本四備讃)' 명칭은 혼슈(本州)와 시코쿠(四国), 비젠노쿠니(備前国)와 사누키노쿠니(讃岐国)에 유래하였다.

## 노선 정보
- 노선 거리: 31.0 km
- 궤간: 1,067mm(협궤)
- 역 수: 6
- 복선 구간: 전 구간
- 전철화 구간: 전 구간 직류 1,500 볼트
- 차단 장치: 복선 자동 차당식

## 역사
- 1988년 3월 20일: 자야마치 ~ 고지마 구간이 개통.
- 1988년 4월 10일: 고지마 ~ 우타즈 구간이 개통.

## 차량

### 각역정차(보통) 열차

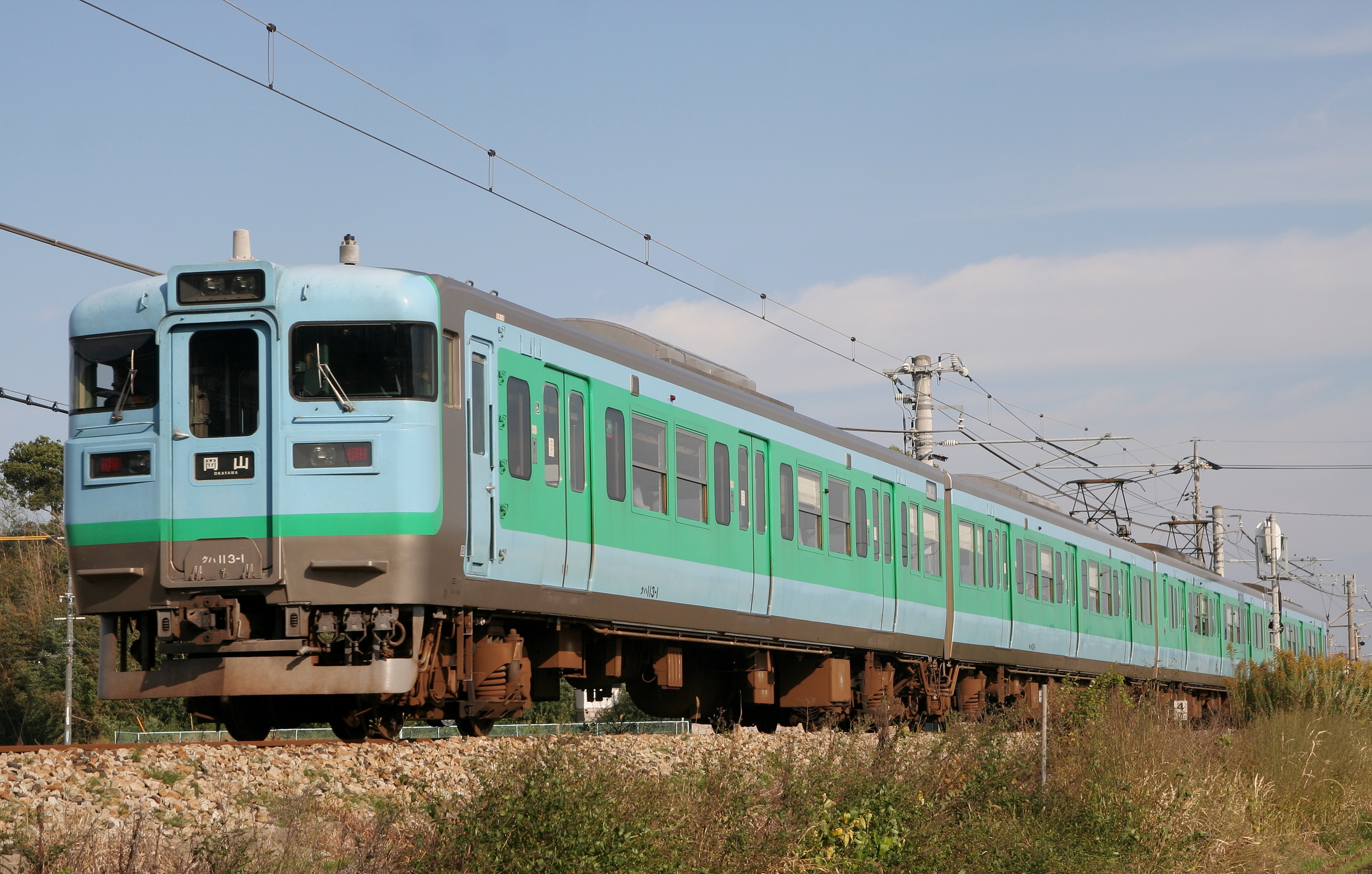
JR 서일본 103계
- JR 시코쿠 113계
- JR 서일본 115계
- JR 서일본 213계

- JR 시코쿠 113계

### 쾌속 '마린 라이너'
- JR 시코쿠 5000계
- JR 서일본 223계 5000번대・2000번대

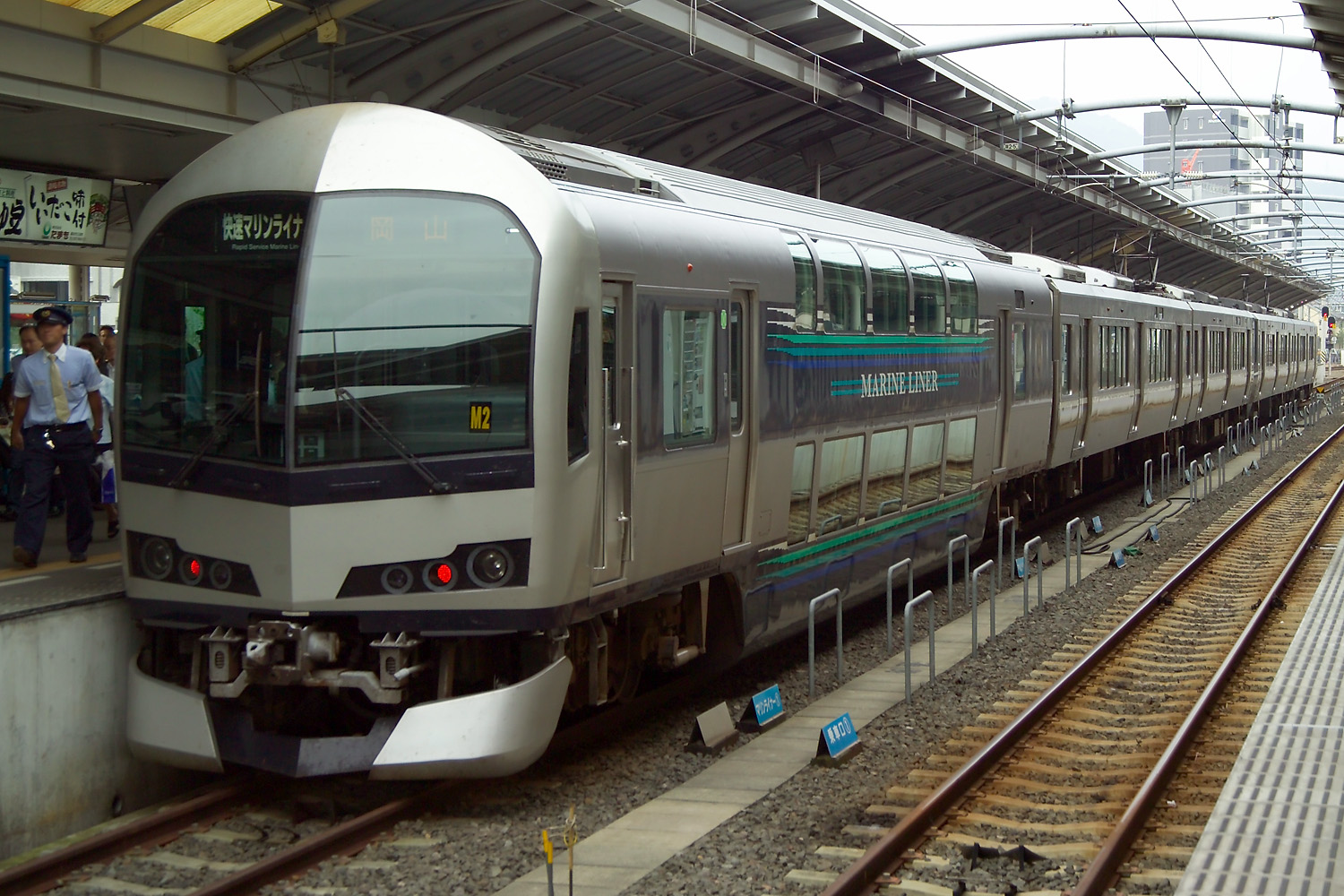
JR 시코쿠 5000계

### 특급 열차
- JR 시코쿠 2000계·N2000계
- JR 시코쿠 8000계
- JR 서일본 285계

## 역 목록
| 역 이름                     | 일본어 이름 | 거리 (km) | 접속 노선                            | 소재지                       | 소재지                       |
| --------------------------- | ----------- | --------- | ------------------------------------ | ---------------------------- | ---------------------------- |
| 자야마치                    | 茶屋町      | 0.0       | 우노 선(오카야마 방면으로 직결 운행) | 오카야마현                   | 구라시키시                   |
| 우에마쓰                    | 植松        | 2.9       |                                      | 오카야마현                   | 오카야마시 미나미구          |
| 기미                        | 木見        | 5.6       | 구라시키 시                          | 오카야마현                   |                              |
| 가미노초                    | 上の町      | 9.7       | 구라시키 시                          | 오카야마현                   |                              |
| 고지마                      | 児島        | 12.9      | 구라시키 시                          | 오카야마현                   |                              |
| 이 구간은 세토 대교를 지남. |             |           |                                      |                              |                              |
| 우타즈                      | 宇多津      | 31.0      | 요산선                               | 가가와현 아야우타군 우타즈정 | 가가와현 아야우타군 우타즈정 |